# Сормовский парк

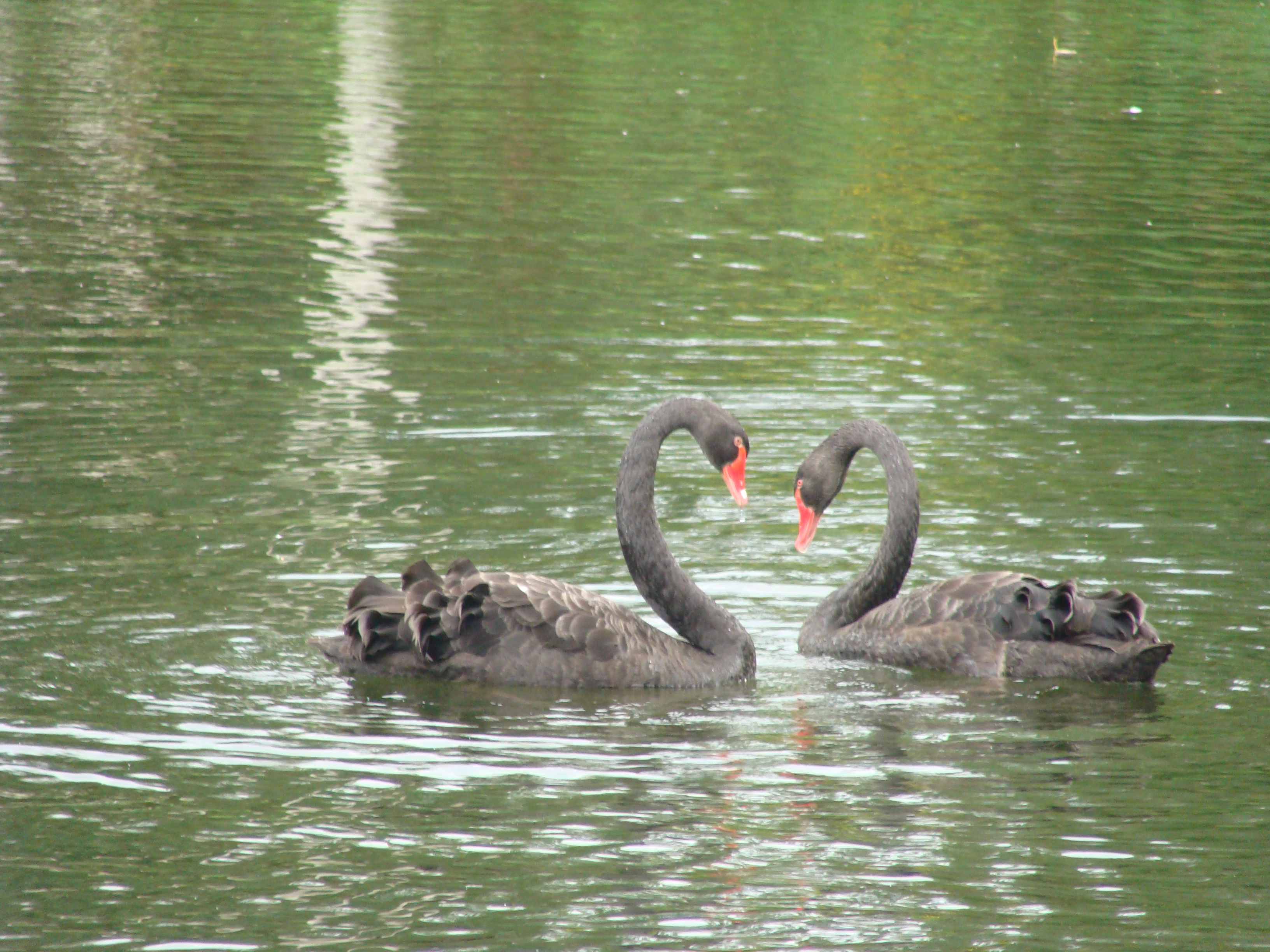
Чёрные лебеди на пруду в Сормовском парке

Сормовский парк культуры и отдыха — парк в Нижнем Новгороде, расположенный на границе Сормовского и Московского районов. Его ограничивают бульвар Юбилейный, улица Ярошенко, улица Черняховского и улица Красных Зорь. Площадь парка — 146 гектаров. Парк является одним из самых популярных мест отдыха жителей Нижнего Новгорода.

## История
Сормовский парк культуры и отдыха был задуман в 1920-х годах одновременно со строительством дворца культуры завода «Красное Сормово». По генеральному плану развития Нижнего Новгорода (автор — профессор Иваницкий) определены границы будущего парка на окраине рабочего Сормова. Под парк отведен болотистый участок между дворцом культуры и сосновым бором Дарьинского леса, где было место сходок и маевок в предреволюционные годы.
Заложен в 1933 году. Архитекторы парка — Е. В. Шервинский и Л. С. Залесская. Окончательный проект парка был принят на заседании президиума Сормовского райсовета в марте 1934 года. Согласно ему, на первоначально выделенном участке под парк, представленном болотистой поймой р. Параши, сосновым бором Дарьинского леса и высоковольтной линией Балахна-Горький, создавался единый ландшафтный комплекс. В строительстве парка принимали участие рабочие заводов «Красное Сормово», им. С. Орджоникидзе, «Нефтегаз», Машиностроительного завода. Вся работа велась на общественных началах.
Открытие парка состоялось в 1935 году. Парк имел регулярную планировку, которая сохранилась в центральной его части и сегодня. В советское время в Сормовском парке размещались павильоны, беседки, читальня, эстрада, танцевальная площадка, зеленый театр, розарий, детский городок, спортивный городок, пляж, пневматический тир, аттракционы, комната смеха, было несколько фонтанов и скульптур, памятники В. И. Ленину, А. А. Жданову, скульптурная композиция «Ленин и дети».
С момента открытия и вплоть до конца 1970-х гг. парк носил имя А. А. Жданова.
В 1970 году на Парковой набережной была открыта стела «Славной памяти революционеров-сормовичей», установленная на месте проходивших в начале 20 века нелегальных собраний сормовских рабочих (автор А. Елизаров).

## Насаждения
Реликтовые сосны (бывший Дарьинский бор), дубовая роща, липовая, вязовая и берёзовая аллеи, лиственница, белая акация и другие деревья и кустарники.

## Культура и отдых
На территории парка находятся:
- пруд с лебедями и утками,
- аттракционы,
- колесо обозрения,
- детские площадки,
- пляж у Сормовского (Паркового) озера,
- фонтаны,
- зоопарк «Лимпопо»,
- детский зоопарк (парк животных) «Мадагаскар»[2],
- детский экстремальный парк «Мадагаскар»,
- открытый аквапарк,
- картодром,
- крытый каток,
- открытый ледовый стадион «Труд»,
- озеро с беседками и баней для отдыха и рыбалки,
- открытая площадка для летних дискотек,
- летняя эстрада.

## Порядок посещения аттракционов
На территории Сормовского парка, относящейся к Сормовскому району, действует обязательная система клубных карт, дающих возможность посещения аттракционов и предоставляющая бонусы посетителям. Клубные карты реализуются в кассах на территории парка.

## Критика современного состояния и развития Сормовского парка
В настоящее[какое?] время ряд представителей экологических организаций и представителей городской общественности обращают внимание на многочисленные факты вырубки деревьев в парке, по их мнению, не только санитарной. Кроме того, они озабочены растущим числом летних кафе на территории парка. В 2014 году инициативная группа горожан, выражающая недовольство таким положением дел, составила петицию в администрацию Сормовского района Нижнего Новгорода. 6 июня 2014 года в администрации Сормовского района прошли общественные слушания по вопросу развития Сормовского парка.